# Polideportivo Municipal Bidebieta
El Polideportivo Bidebieta es una pista cubierta ubicada en el barrio de Bidebieta en San Sebastián, España.

## Historia
Construido junto a la expansión del barrio donostiarra, fue inaugurado en 1978 por Adolfo Suarez. Sin embargo, las páginas oficiales sitúan la apertura en 1976.

## Instalaciones
Cuenta con un campo polideportivo con graderío con capacidad para 682 personas y otro campo de baloncesto con una pequeña gradería. La pista secundaria, destinada al baloncesto, tiene una superficie de 475 metros cuadrados (29,6 m x 16 m). Además tiene una piscina de 25 metros con 6 calles, con un ascensor para personas con discapacidad y un vaso de chapoteo o de iniciación. 
6 vestuarios generales, accesibles para personas con discapacidad y 4 aseos. Junto a la piscina tiene 2 vestuarios que sirven de zona de cambio para acceder a la zona acuática, con una sala habilitada para el servicio de socorrismo. 
Las instalaciones se completan con 2 minifrontones para la práctica de la pelota vasca de 4,7 metros de ancho, 8 de largo y una pared de 2,7 metros. 
Además tiene una cafetería, una sala de cursillos, sala de cardio, sala de ciclo indoor y las oficinas del Balonmano Bera Bera. 

### Actividad
La pista polideportiva se usa para partidos de fútbol sala, baloncesto o balonmano y su iluminación permite la práctica deportiva de competición y su uso nocturno.  

### Equipación médica
Cuenta con una enfermería y un desfibrilador permanente.  